# Ciclón Yasi
El ciclón tropical Yasi (/ jɑ ː ː si /) fue un ciclón tropical que tocó tierra en el norte de Queensland, Australia, en las primeras horas del jueves, 3 de febrero de 2011. Yasi se originó a partir de una zona tropical cerca de Fiyi. El sistema se intensificó a un ciclón de categoría 3 a las 5:00 p. m. CST (7:00 UTC) el 31 de enero de 2011. A última hora del 1 de febrero, el ciclón pasó a categoría 4, llegando el 2 de febrero a etapa 5.

## Víctimas Fatales
El fenómeno natural dejó una víctima fatal, un joven de 23 años de la localidad de Ingham. Según fuentes policiales, el deceso del joven se debió a la inhalación de un gas tóxico.

## Efectos

### Agricultura
La región de Queensland fue la más afectada por el ciclón; en esa zona se encontraban plantaciones de banano y de caña de azúcar. Esta catástrofe produjo una pérdida de 580 millones de dólares.